# Liste des épisodes de Psycho-Pass
Cet article est un complément de l’article sur la série télévisée d'animation Psycho-Pass. Il contient la liste des épisodes répartie en saisons.

## Liste des épisodes

### Saison 1
| No | Titre français                 | Titre japonais           | Titre japonais                  | Date de 1re diffusion |
| No | Titre français                 | Kanji                    | Rōmaji                          | Date de 1re diffusion |
| --- | ------------------------------ | ------------------------ | ------------------------------- | --------------------- |
| 1 | Facteur criminel               | 犯罪係数.                | Hanzai Keisū                    | 12 octobre 2012       |
| Lors de son premier jour en tant qu'inspecteur pour la brigade criminelle de la sécurité publique, Akane Tsunemori est chargée de gérer une situation de prise d'otages sous les ordres d'un autre inspecteur, Nobuchika Ginoza. Un scanner de teinte de Psycho-Pass a déterminé que le citoyen Nobuo Okura était susceptible de commettre un crime. Condamné pour la vie à être criminel latent, il décide de kidnapper Chika Shimazu et la maltraite. Au cours de la mission, Tsunemori apprend de l'exécuteur Tomomi Masaoka la nature du travail policier au Japon au XXIe siècle, l'utilisation du Dominateur et la relation entre les Exécuteurs et les Inspecteurs. L'exécuteur Shusei Kagari trouve Okura, mais en raison des stimulants ingérés par Okura, le mode Paralysie non létale du Dominateur n'a eu aucun effet. Okura fuit et est ensuite éliminé par l'exécuteur Shinya Kogami. La division apprend que le coefficient de criminalité de l'otage a atteint un niveau inacceptable. Avant que Kogami ne puisse l'exécuter, Tsunemori le paralyse avec son Dominateur et parvient à calmer la femme, laissant son coefficient de criminalité se réduire au point où elle peut être paralysée et arrêtée plutôt qu'éliminée. |                                |                          |                                 |                       |
| 2 | Une personne apte              | 成しうる者               | Nashi Uru Mono                  | 19 octobre 2012       |
| Kogami reste hospitalisé alors qu'il se remet de la paralysie subite par le Dominateur, tandis que Tsunemori commence une autre journée de travail. Masaoka fait équipe avec Tsunemori pour prendre une menace dans un centre commercial. Après un repas et une discussion avec l'exécuteur Shusei Kagari, elle rend visite à Kogami, qui renforce sa conviction qu'elle a fait le bon choix pendant la situation des otages, ce qui l'amène à retourner son rapport sans regret. |                                |                          |                                 |                       |
| 3 | Les règles de l'élevage        | 飼育の作法               | Shīku no Sahō                   | 26 octobre 2012       |
| La division 1 est appelée à l'usine de drones de Hachioji pour enquêter sur un autre incident de démembrement (la victime est Daisuke Shioyama). Ginoza et Masaoka ont un désaccord chaud et quand Tsunemori interroge Ginoza, il lui dit qu'elle est idiote de traiter les Exécuteurs comme des pairs plutôt que comme des subordonnés. Le directeur de l'usine, Kuraudo Goda, jure que le démembrement est un accident, mais la Division 1 soupçonne autre chose quand ils remarquent un travailleur de l'usine intimidé et moqué par les autres. Sans le système Sibyl (le bâtiment est hermétique à toutes les ondes), ils n'ont aucun moyen d'identifier le tueur, mais les exécuteurs imaginent un plan pour le piéger... |                                |                          |                                 |                       |
| 4 | Un masque caché de tous        | 誰も知らないあなたの仮面 | Dare mo Shiranai Anata no Kamen | 2 novembre 2012       |
| La Division 1 tente de trouver le coupable derrière le meurtre d'un homme connu en ligne comme l'avatar populaire "Talisman", maintenant contrôlé par son assassin. Tsunemori, avec l'aide de l'avatar "Spooky Boogie", infiltre un rassemblement de CommuField pour exposer le meurtrier, mais le stratagème tourne mal. Par la suite, le meurtrier, qui travaille avec un certain Makishima, tue le propriétaire de "Spooky Boogie" et prend également en charge son avatar. |                                |                          |                                 |                       |
| 5 | Un visage caché de tous        | 誰も知らないあなたの顔   | Dare mo Shiranai Anata no Kao   | 9 novembre 2012       |
| Ginoza et son équipe sont presque pris en embuscade quand ils suivent le meurtrier jusqu'à une cachette piégée à la bombe. Kogami, qui a analysé les conversations de Tsunemori avec Spooky Boogie et les données des invités sur les communautés des idoles, détermine l'identité du meurtrier, qui s'appelle Masatake Mido. Pendant ce temps, Mido reçoit un avertissement de Gu-sung Choe pour ne pas décevoir Makishima. Masaoka, Tsunemori et Kogami se rapprochent du suspect et parviennent à le blesser gravement avant de s'enfuir auprès de ses avatars volés - qui se tournent vers lui sous les ordres de Makishima. Le groupe appréhende le suspect, et plus tard Ginoza révèle à Tsunemori les raisons de son attitude envers les exécuteurs. Il s'avère que Kogami était son ancien partenaire et un inspecteur avant que son coefficient de criminalité ne soit élevé en raison d'une affaire non résolue qui a augmenté son coefficient de criminalité et qui a conduit à sa rétrogradation. |                                |                          |                                 |                       |
| 6 | Le retour du prince fou        | 狂王子の帰還             | Kyōōji no Kikan                 | 16 novembre 2012      |
| Ginoza et son équipe pensent qu'un cerveau aurait pu influencer les actions meurtrières de deux suspects récents en leur donnant essentiellement la capacité et la motivation nécessaires pour mener à bien leurs désirs mortels. Kogami voit des similitudes étranges entre ces cas et l'affaire non résolue qui l'a fait rétrograder en tant qu'exécuteur, qui a également entraîné la mort atroce d'un de ses exécuteurs sous ses ordres à l'époque, Mitsuru Sasayama. Pendant ce temps, Tsunemori obtient plus d'informations sur Kogami grâce à ses discussions avec Kagari et Karanomori, et apprend que l'affaire non résolue est connue sous le nom de l'affaire du Taxidermiste. Dans un internat de filles, Rikako Oryo, l'énigmatique présidente du club d'art, prend au piège une victime sans méfiance et mutile son cadavre dans une œuvre d '«art» sous la tutelle du génie évident, Makishima. |                                |                          |                                 |                       |
| 7 | La signification de l'orchidée | 紫蘭の花言葉             | Shiran no Hanakotoba            | 23 novembre 2012      |
| Après s'être rendu compte que les récents meurtres et l'affaire du Taxidermiste sont effectivement liés, Ginoza retire Kogami de l'enquête et demande à Tsunemori de le surveiller. Tsunemori discute du meurtre de Sasayama avec Kogami, et il lui montre sa seule preuve : une image floue de Makishima. Pendant ce temps, Makishima, dans une discussion avec Toyohisa Senguji, révèle les circonstances de la mort de Roichi Oryo et la nature de l'espérance de vie réduite. Plus tard, la fille d'Oryo , Rikako Oryo, continue ses crimes avec l'aide du collègue de Makishima, Gu-sung Choe, et enlève une autre étudiante qui s'inquiète de la disparition de son amie. |                                |                          |                                 |                       |
| 8 | Et vient le silence            | あとは、沈黙             | Ato wa, Chinmoku                | 30 novembre 2012      |
| Avec ses compétences en profilage, Kogami détermine que le meurtrier scolaire des filles n'est pas le même meurtrier que le Taxidermiste parce que les meurtres récents manquent de «l'originalité» et de commentaires sociaux pointus des massacres précédents. Quand Tsunemori et lui réalisent que le coupable est l'un des étudiants, ils localisent Oryo, qui s'échappe lorsque l'un des enseignants empêche Kogami de l'exécuter. Alors que les exécuteurs tentent de localiser ses cachettes, Oryo s'enfuit, mais pas avant que tout le monde ne découvre sa dernière création brutale. Makishima appelle Oryo pour lui dire qu'elle est une déception et que Senguji s'en débarrasse. En attendant, Kogami récupère un fichier audio endommagé qui a été délibérément laissé par Makishima. En raison de l'échec d'Oryo, Makishima développe un intérêt pour Kogami. |                                |                          |                                 |                       |
| 9 | Le fruit défendu               | 楽園の果実               | Rakuen no Kajitsu               | 7 décembre 2012       |
| En tentant de retrouver Makishima, Kogami emmène Tsunemori rendre visite à son ancien professeur, Joji Saiga, qui accepte de lui donner un cours accéléré sur le profilage criminel. Cependant, Ginoza la réprimande sévèrement ce qui aboutit à un rapport. Après, Masaoka explique son attitude envers Ginoza en révélant son passé. Pendant ce temps, Makishima discute de l'humanité et de la philosophie avec Senguji qui, dans une interview précédente, se révèle être presque un cyborg complet. Il lui donne sa prochaine cible : Shinya Kogami. |                                |                          |                                 |                       |
| 10 | Le jeu de Mathusalem           | メトスラの遊戯           | Metosura no Yūgi                | 14 décembre 2012      |
| Makishima et Senguji ont mis en place une chasse en utilisant l'ami de Tsunemori, Yuki Funahara, comme appât pour attirer Kogami dans une station de métro abandonnée. En entrant dans la station, Kogami découvre Funahara dans un wagon de train et perd le contact avec Tsunemori ; les deux doivent éviter Senguji et ses drones canins pendant que Makishima observe d'en haut. Ginoza gronde Tsunemori pour avoir laissé Kogami partir seul, mais Masaoka le réprimande pour son traitement. Pendant ce temps, Makishima prépare la chasse pour donner à Kogami la chance de créer un transpondeur fonctionnel et, par conséquent, Kogami prend contact avec le groupe à l'extérieur et ils entrent après lui. |                                |                          |                                 |                       |
| 11 | La Cène                        | 聖者の晩餐               | Seija no Bansan                 | 21 décembre 2012      |
| Avec un drone lui donnant un Dominator, Kogami parvient à déjouer Senguji et à le tuer, mais il prend une balle de fusil à pompe dans le flanc. Juste à ce moment, Funahara est capturé par Makishima, mais Kogami est trop faible pour le suivre. Comme Masaoka soigne les blessures de Kogami, Tsunemori part seul pour poursuivre Makishima. À sa grande surprise, elle découvre que le Dominateur est inutile contre lui car son coefficient de criminalité est trop bas, Makishima attribuant son intention meurtrière à son libre arbitre. Il donne à Tsunemori l'opportunité d'essayer de le tuer avec le fusil de chasse de Senguji, mais elle se retrouve incapable de le faire et est forcée de regarder impuissante Makishima tuer Funahara juste devant ses yeux. Plus tard, Tsunemori dit à tous que Makishima est immunisé contre le Dominateur. |                                |                          |                                 |                       |
| 12 | Le carrefour du diable         | Devil's Crossroad        | Devil's Crossroad               | 11 janvier 2013       |
| Il y a trois ans, Yayoi Kunizuka, une ancienne guitariste, est institutionnalisée après avoir été reconnue comme une criminelle latente. Alors qu'elle attend anxieusement sa libération pour pouvoir jouer à nouveau de la guitare, elle est approchée par Shinya Kogami, qui est toujours inspecteur, et Nobuchika Ginoza par rapport une série de crimes survenus dans un lieu qu'elle connaissait. Elle rejette d'abord leur offre jusqu'à ce que Kogami lui donne des cordes de guitare qui lui rappellent un guitariste qu'elle admirait, Rina Takizaki. Quand le club sur lequel ils enquêtent est incendié après que Mitsuru Sasayama, un partenaire de Kogami, ait réussi à approcher des coupables de cocktails Molotov, Kunizuka décide de chercher Takizaki, découvrant qu'elle fait partie d'un groupe de résistance vendant des cocktails Molotov dans le monde avec pour espoir de renverser le système Sibyl. Kunizuka essaie d'arrêter Takizaki mais elle est incapable d'utiliser le Dominateur que Kogami lui a donné, car elle n'était pas encore Exécuteur et Takizaki s'échappe. Par la suite, Kunizuka décide de devenir un Exécuteur et quitte le centre de réadaptation. |                                |                          |                                 |                       |
| 13 | L’appel de l’abîme             | 深淵からの招待           | Shinen kara no Shōtai           | 18 janvier 2013       |
| Ginoza rencontre le chef du bureau de la sécurité publique, Joshu Kasei, à propos de Makishima, qui lui révèle confidentiellement le vrai coupable de l'affaire du Taxidermiste, Kozaburo Toma. Lui et Makishima sont des distanciés pathologiques, des individus ne pouvant pas être jugés par Sibyl. Elle l'exhorte de capturer Makishima. Après les funérailles de Funahara, Tsunemori accepte de subir une imagerie mémorielle pour fournir un portrait-robot de Makishima basé sur ses souvenirs de l'incident, malgré les avertissements des autres que cela pourrait endommager son Psycho-Pass. En dépit de revivre la mémoire traumatisante, l'imagerie mémorielle est terminé avec succès sans que son Psycho-Pass n'atteigne des niveaux dangereux, fournissant une image de Makishima pour aider à l'enquête. Plus tard, Ginoza discute avec Masaoka, qui est en fait son père, sur la façon dont Tsunemori parvient à empêcher son Psycho-Pass de devenir obscurci. |                                |                          |                                 |                       |
| 14 | Doux poison                    | 甘い毒                   | Amai Doku                       | 25 janvier 2013       |
| Un homme casqué entre dans une pharmacie, tue le personnel et part avec des grandes quantités de médicaments/drogues. Lorsque la Division 1 arrive sur les lieux, ils découvrent que le coefficient de criminalité du criminel n'était pas assez élevé pour déclencher l'alarme. Le même homme attaque une femme en public, la battant brutalement à coups de marteau devant une foule et un scanner Psycho-Pass. Plus tard, l'équipe apprend que des criminels, portant les mêmes casques, volent une voiture blindée. Kogami déduit que le deuxième crime aurait un motif, menant leur enquête à un homme nommé Junmei Ito qui avait une rancune contre la victime. Alors qu'Ito essaye de s'échapper, Kogami en déduit que les casques copient les coefficients de faible criminalité des passants innocents, aidant ainsi les criminels à tromper les scans oscillatoires. Avec l'aide de Tsunemori et Masaoka, Kogami appréhende le meurtrier. |                                |                          |                                 |                       |
| 15 | Pluie de soufre                | 硫黄降る街               | Iō Furu Machi                   | 1er février 2013      |
| Alors que des images de meurtres d'individus casqués apparaissent sur Internet, les casques sont distribués à plus de criminels qui commencent à commettre des crimes plus horribles à l'air libre, provoquant une vengeance sanguinaire de la population au nom de l'autodéfense. Alors que la Brigade criminelle réprime les émeutes, Kogami en déduit que les émeutes visent à éloigner la police de l'installation de la tour NONA du ministère du Bien-être social, où se trouve le "coeur" du système Sibyl. Alors que Makishima et son gang font irruption, Kogami, Tsunemori et Kagari se dirigent vers le ministère. |                                |                          |                                 |                       |
| 16 | La porte du jugement           | 裁きの門                 | Sabaki no Mon                   | 8 février 2013        |
| Kogami , Tsunemori et Kagari se rendent à la tour NONA du ministère des Affaires sociales et découvrent que Makishima est déjà entré dans le bâtiment. Ils se sont divisés en deux groupes. Kogami et Tsunemori vont au dernier étage, où se trouve Makishima, tandis que Kagari se dirige vers le sous-sol où se trouve Choe . Kogami et Tsunemori rencontrent l'un des hommes de main de Choe, mais Kogami le bat rapidement. Tsunemori est blessé dans le processus mais lui ordonne de continuer sans elle. Kagari entre dans le sous-sol et découvre un escalier menant au-dessous du quatrième étage, qui est censé être le plancher le plus bas de la tour. En descendant, il rencontre l'un des hommes de Choe, qui tente de l'abattre. Kagari défait l'attaquant et prend son arme et sa radio. Choe le contacte à travers la radio, révèle qu'il est actuellement en train de pirater la dernière porte au cœur du Système Sibyl, et tente de faire basculer Kagari aux côtés de Makishima, sans succès. Kagari se dirige vers l'emplacement de Choe et demande à Choe de détruire le noyau avant qu'il n'arrive, afin que deux des choses qu'il méprise le plus disparaissent du monde. Kogami et Makishima se rencontrent enfin et s'affrontent. Cependant, malgré l'expérience de Kogami dans le combat corps à corps, il est incapable de vaincre Makishima et est envoyé assez facilement. Sa vie est sauvée par Tsunemori, qui court derrière Makishima et le frappe avec le casque que Kogami lui a donné. Malgré la demande de Kogami de tuer Makishima, elle l'arrête seulement. Pendant ce temps, Kagari, blessé, réussit à se rendre au dernier étage du sous-sol. Après avoir combattu trois des hommes de Choe, il atteint le noyau du Système Sybil. Il est choqué, à côté de Choe, qui filme avec enthousiasme le noyau, affirmant qu'il n'est pas nécessaire de le détruire physiquement parce que le fait de divulguer le secret du noyau au public sera suffisant pour l'abattre. Son bonheur est de courte durée car Joshu Kasei , la chef de la sécurité publique, apparaît derrière eux et lui montre un Dominateur. Bien qu'il tire son arme en même temps, Choe est neutralisé. Le tir de l'arme de Choe détruit les couches extérieures du chef, révélant son corps robotique. Elle pointe ensuite le Dominateur sur Kagari, qui est choqué de découvrir que Kasei est un androïde. L'arme est initialement dans le mode non-létale Paralysie, cependant, elle pirate le Dominateur et le passe de force en mode Neutralisation létale. Kagari sourit dans ses derniers moments avant d'être tué. |                                |                          |                                 |                       |
| 17 | De fer                         | 鉄の腸                   | Tetsu no Harawata               | 15 février 2013       |
| Après que Makishima ait été capturé et que les émeutes aient été maîtrisées, Kogami reste curieux de savoir comment Makishima sera jugé, ainsi que de savoir où se trouve Kagari. Plus tard dans la journée, Kasei dit à Ginoza que l'affaire de Makishima a été retirée des mains de la Division 1 et lui ordonne d'enquêter sur les allées et venues de Kagari, au grand dam de Ginoza et de Kogami. Plus tard, Makishima est confrontée à Kozaburo Toma, discutant avec lui à travers le corps cybernétique de Kasei. Il explique à Makishima la vraie nature du système Sibyl , qui se révèle être un réseau de supercalculateurs composé de cerveaux excisés de distanciés pathologiques comme lui. Toma offre à Makishima la possibilité de faire partie du Système mais il refuse. Au lieu de cela, il tue Toma et s'échappe, contactant brièvement Kogami à propos de son évasion avant de se taire. |                                |                          |                                 |                       |
| 18 | Une promesse écrite dans l’eau | 水に書いた約束           | Mizu ni Kaita Yakusoku          | 22 février 2013       |
| Kogami est retiré de l'affaire par Kasei, qui a considéré l'exécuteur comme une menace. Kogami spécule que le chef aurait pu vouloir utiliser Makishima pour quelque chose quand ils étaient en transit vers le bâtiment du ministère des Affaires sociales. Tsunemori oblige Kogami à promettre qu'il restera un Exécuteur quoi qu'il arrive. Ginoza essaye d'amener Kogami dans une autre affaire en l'envoyant en Division 2. Cependant, Kasei découvre et force le Dominateur de Ginoza à passer du mode du Paralysie à Neutralisation létale et lui ordonne de tuer Kogami. Heureusement, Tsunemori tire d'abord sur Kogami, l'assommant avec son mode Paralysie. Elle dit à Ginoza que son Dominateur est probablement cassé. Kogami se réveille pour trouver Tsunemori endormie à son chevet. Il va voir Karanomori et lui demande d'emprunter le casque, elle lui dit d'aller de l'avant. Kogami a une courte conversation avec Masaoka, qui donne à Kogami les clés d'une planque et dit à Kogami qu'il devrait au moins écrire une lettre à Tsunemori. Kogami utilise le casque pour échapper à la Sécurité publique et se rendre à la planque. Il utilise différentes pièces pour construire un revolver. Pendant ce temps, Tsunemori trouve la lettre. Les larmes tombent de son visage quand elle finit de la lire. |                                |                          |                                 |                       |
| 19 | Une ombre transparente         | 透明な影                 | Tōmei na Kage                   | 1er février 2013      |
| Ginoza, dont la couleur est maintenant problématique, évite la thérapie intensive pour travailler à la récupération de Kogami et de Makishima. Kogami, quant à lui, va rendre visite à Saïga pour comprendre le prochain mouvement de Makishima ; les deux supposent que Makishima pourrait menacer l'autonomie agro-alimentaire du Japon pour forcer l'ouverture du pays sur le monde. Karanomori fait de son mieux pour réconforter Tsunemori. Kasei se connecte au système Sibyl pour déterminer leur nouveau «pion». Plus tard, Tsunemori est directement contacté par Sibyl, qui déclare qu'elle lui dira la vérité sur tout. |                                |                          |                                 |                       |
| 20 | Le siège de la justice         | 正義の在処               | Seigi no Arika                  | 8 mars 2013           |
| Le système Sibyl se révèle à Tsunemori, qui reconnait la nécessité du système sans pourtant accepter que le pays soit gouverné par des criminels dormants. Sibyl demande alors une coopération pour appréhender Makishima vivant. Makishima trouve le professeur qui est responsable des céréales modifiés et l'assassine après avoir trouvé l'information qu'il cherche, prenant les doigts et les globes oculaires de l'homme comme mesure contre la sécurité biométrique. Kogami arrive sur les lieux peu de temps après et laisse un indice pour la Division 1 dans l’œsophage de l'homme. Pendant ce temps, Tsunemori contacte Sibyl et le convainc de retirer l'ordre d'exécution pour Kogami, si elle accomplit sa demande pour capturer Makishima vivant. Grâce à son travail de détective, ils trouvent rapidement l'indice de Kogami et apprennent la situation, alors que Makishima atteint finalement sa destination, avec Kogami sur ses traces. |                                |                          |                                 |                       |
| 21 | Trophée ensanglanté            | 血の褒賞                 | Chi no Hōshō                    | 15 mars 2013          |
| Makishima initie son plan pour détruire la principale source de nourriture du Japon. Pendant ce temps, Kogami essaie de trouver un chemin à l'intérieur de l'usine, mais remarque que la sécurité est présente partout. Il entend un hélicoptère arriver et découvre que la Division 1 est déjà en route. Kogami semble surpris et appelle Tsunemori, lui disant d'éteindre la principale source d'énergie pour que Makishima ne puisse pas continuer son plan, ce qui éteindrait les gardes de sécurité de l'usine. Tsunemori connaît la vraie raison derrière cela, mais ils sont obligés de l'éteindre. Kogami est enfin capable d'aller passer la sécurité et entrer dans les locaux. Il s'arme et se précipite à l'intérieur du bâtiment, à la recherche de Makishima. Tsunemori, Ginoza , Kunizuka et Masaoka sont maintenant à l'intérieur de l'usine. Elle leur ordonne de se séparer en deux groupes. Tsunemori va avec Kunizuka, tandis que Ginoza va avec Masaoka. Tsunemori et Kunizuka se dirigent vers la salle de contrôle, seulement pour constater que Makishima n'est pas là. Elle réalise que Ginoza et Masaoka sont en danger et essaie de contacter son collègue inspecteur. Ginoza et Masaoka vont au laboratoire de l'université. Le pied de Ginoza active un piège qui déclenche une explosion. Celle-ci fait tomber des caisses sur l'inspecteur et Masaoka court à son aide. Cependant, Makishima apparaît derrière lui et ils s'engagent dans le combat pour un court moment. Masaoka réussit finalement à tenir en respect Makishima et le bloque à terre. Makishima se démène pour échapper à la forte emprise de Masaoka et sort finalement un bâton de dynamite de sa poche. Il lance la dynamite en direction de Ginoza, qui est toujours pris au piège sous les décombres de l'explosion précédente. Masaoka lâche Makishima et court vers la dynamite pour la ramasser. Il la jette, mais ne peut empêcher l'explosion, le blessant gravement dans le processus. Ginoza se traîne sous les débris, qui lui écrasent le bras et court vers l'Exécuteur déchu. Il s'effondre sur le sol et regarde avec horreur la vie disparaître du visage de Masaoka. Kogami, en entendant l'explosion, arrive à leur emplacement et essaie de tirer sur Makishima, mais manque sa cible. Sous le choc quand il voit Masaoka mourir lentement sur le sol, il serre les dents de colère avant de s'enfuir après Makishima, qui s'est échappé. Masaoka dit des derniers mots touchants à son fils avant de mourir. Ginoza pleure en appelant pour la première fois l'Exécuteur "Papa" depuis des années, cependant, il se rend compte qu'il est trop tard pour qu'il entende ses mots. Kogami intercepte Makishima et les deux s'engagent dans une brève conversation avant que Makishima ne lance une attaque surprise contre Kogami, ce qui fait tomber le revolver de sa main. Kogami sort la seule arme qui lui reste: son couteau. Makishima fait la même chose et les deux s'affrontent pour leur dernière bataille. |                                |                          |                                 |                       |
| 22 | Un monde parfait               | 完璧な世界               | Kanpeki na Sekai                | 22 mars 2013          |
| La bataille entre Kogami et Makishima se poursuit, couteaux tirés. Kogami inflige une blessure cruciale à travers la poitrine de Makishima avec son couteau. Tsunemori arrive et lance une grenade immobilisante pour les arrêter, mais Makishima la lance dans les airs, lui donnant le temps de quitter l'endroit avant que Tsunemori n'arrive. Elle remplace le revolver de Kogami avec son Dominateur et lui dit que s'il essaie de tuer Makishima, elle tirera dans sa jambe. Kogami est d'accord et à l'approche de Makishima, ils échangent leurs points de vue uniques sur le droit et la justice. Kogami fait l'éloge de Tsunemori pour ses opinions mûres et ses soupirs bien qu'elle «ne soit pas très mignonne». Alors qu'ils sont à la recherche de Makishima, un camion se renverse soudainement. Après que Kogami ait esquivé le véhicule, il remarque Tsunemori s'accrochant à l'arrière du camion, laissant Kogami crier son prénom et courir après eux. Alors que Makishima tente de faire dévier le camion à droite et à gauche, Tsunemori parvient à tirer sur un pneu qui fait que le camion se renverse. Le criminel et l'inspectrice sont tous les deux blessés. Makishima sort la voiture, marche sur le visage de Tsunemori, ramasse le revolver et vise Tsunemori. Alors qu'il appuie sur la gâchette, il réalise que le revolver est vide et il s'en va. Quand Kogami finit par rattraper Tsunemori, il la relève et la place dans un endroit sûr, prenant le revolver et le rechargeant. Tsunemori pleure tristement, sachant que si Kogami tue Makishima, le système Sibyl condamnera Kogami. Makishima, qui est gravement blessé, court dans un des champs avec Kogami à sa poursuite. Il s'installe finalement sur une colline et s'agenouille, avec Kogami juste derrière lui. Makishima demande s'il va lui trouver un remplaçant, à quoi Kogami répond qu'il espère ne jamais en avoir un autre. Après un bref silence, Kogami lève son arme sur la tête de Makishima et appuie sur la gâchette, le tuant. Tsunemori retourne à l'emplacement du système Sibyl, avec des bandages sur la tête. Le système Sibyl lui dit que, en raison de son incapacité à capturer Makishima vivant, ils n'ont d'autre choix que de dévaloriser leur évaluation sur ses capacités. Mais malgré cela, sa valeur en tant qu'individu est toujours exceptionnelle. Ils réitèrent que Tsunemori possède un Psycho-Pass sain et fort... En s'inspirant de la réaction de Tsunemori après la découverte de la vérité, Sibyl souhaite préparer un environnement favorable pour révéler la véritable nature du système à tous les individus. Cependant, Tsunemori affirme que Sibyl ne devrait pas sous-estimer les humains, car ils visent toujours la création d'une meilleure société, et que le système Sibyl ne sera pas nécessaire à l'avenir. Ginoza apparaît devant la tombe de son père, sans ses lunettes, nous révélant que son coefficient de criminalité est passé à 140 et, bien qu'il soit devenu un criminel latent, ce n'est pas dans sa nature de rester dans un centre d'isolement. Il décide de devenir un Exécuteur. Tsunemori l'attend dehors, et il s'excuse de l'avoir traînée ici. Durant leur discussion, elle se demande où se trouve Kogami, ce à quoi Ginoza répond que lorsque l'on enlève le collier d'un chien de chasse sauvage, il ne devient pas différent d'un loup. Pour sa première enqûete, le nouvel inspecteur, Mika Shimotsuki (déjà aperçue dans l'internat de filles, elle perd sa meilleure amie, tuée par Oryo), arrive sur une scène de crime. Tsunemori utilise les mêmes mots que Ginoza pour sa première soirée d'inspectrice. Shimotsuki répond qu'elle attend avec impatience le travail, au grand plaisir de Tsunemori. Une fourgonnette de police entre, marquant l'arrivée des Exécuteurs de la Division 1. |                                |                          |                                 |                       |

### Saison 2
| No | Titre français                          | Titre japonais        | Titre japonais            | Date de 1re diffusion |
| No | Titre français                          | Kanji                 | Rōmaji                    | Date de 1re diffusion |
| --- | --------------------------------------- | --------------------- | ------------------------- | --------------------- |
| 1 | L'équilibre de la justice <299/300>     | 正義の天秤〈299/300〉 | Seigi no Tenbin           | 9 octobre 2014        |
| Une explosion se produit en plein jour et bien qu'elle n'ait pas fait de victimes, elle attire l'attention de la Brigade criminelle. L'enquête de la police identifie le coupable comme Akira Kitazawa, un expert en démolition dont la carrière a été échelonnée après qu'il a été confirmé que son coefficient de criminalité tend à augmenter sous pression. Après avoir repéré la cachette de Kitazawa, l'inspecteur Akane Tsunemori se rend compte qu'il leur tend un piège. Ses hypothèses se sont avérées exactes, et Kitazawa s'échappe, prenant apparemment une otage femme avec lui, qu'il libère peu après. Certain que l'otage est en fait un hologramme avec un autre piège, la Division 1 continue de poursuivre Kitazawa et en le coinçant, Tsunemori remarque que son Coefficient de Crime dépasse légèrement le minimum requis pour que le Dominateur entre en mode Neutralisation létale et décide de le calmer au lieu de le tuer. Son plan fonctionne et elle le frappe avec le mode Paralysie lorsque son coefficient de criminalité tombe aux niveaux non létaux. Ailleurs, l'inspectrice Mizue Shisui et son partenaire Exécuteur Akira Yamatoya sont envoyés suivre l'hologramme, qui se révèle être un homme. Cet homme ne s'inscrit pas sur son Dominateur, et injecte à Shisui une drogue qui la paralyse. Il l'embrasse, puis lui prend la main et lui fait utiliser son Dominateur pour tuer Yamatoya, laissant derrière lui le message "WC?", écrit dans le sang. |                                         |                       |                           |                       |
| 2 | Une vérité qui se révèle subrepticement | 忍び寄る虚実          | Shinobiyoru Kyojitsu      | 16 octobre 2014       |
| En essayant de déterminer la signification du "WC?" Akane Tsunemori se rend avec le nouvel exécuteur Togane pour interroger Kitazawa, qui prétend que quelqu'un d'autre l'a aidé à garder son coefficient de criminalité et était responsable du faux otage, bien qu'un autre inspecteur, Aoyanagi, ne pense pas que cela soit vrai. Plus tard, alors que Karanomori et l'exécuteur Hinakawa apprennent que le faux otage est un hologramme minutieusement conçu sur le modèle d'une personne décédée il y a des années, le coefficient criminel de Kitazawa devient soudainement inférieur à celui d'un criminel latent. Peu de temps après, Tsunemori découvre un autre "WC?" message griffonné dans son appartement, avant d'être alerté que Kitazawa a attaqué Aoyanagi. Kitazawa est coincé par le groupe de Tsunemori, prononçant le nom "Kamui" avant d'être éliminé par Aoyanagi, ses derniers mots conduisant Tsunemori à réaliser que "WC?" signifie "Quelle couleur?". |                                         |                       |                           |                       |
| 3 | Probatio diabolica                      | 悪魔の証明            | Akuma no Shōmei           | 23 octobre 2014       |
| L'inspectrice Mizue Shisui se réveille dans une pièce inconnue, attaché, avec un Dominateur pointé sur elle, et un œil manquant. Alors que la peur fait monter son coefficient de criminalité, Kamui utilise une méthode très particulière pour la calmer. Pendant ce temps, Akane et les autres enquêtent sur le message qui est apparu dans son appartement et ne trouvent aucun signe d'intrusion, ce qui laisse croire que Akane l'a fait elle-même. Sur le chemin du retour, Akane rend visite à Jouji Saiga, qui s'est rendu après avoir aidé Kogami pendant l'incident de Makishima, pour entendre son avis sur l'affaire. Plus tard, Akane s'entretient avec le chef du bureau, Joshu Kasei, qui donne à la Division 1 le pouvoir d'examiner l'affaire et lui conseille d'être prudente avec Togane, car il est le criminel dormant avec le plus grand coefficient criminel connu. Mika Shimotsuki se méfie des actions d'Akane, arrêtant un homme nommé Kotoku Masuda qui prétend connaître Kamui. Pendant ce temps, Aoyanagi, qui a été contactée par Shisui et qui lui a dit de se rendre dans un centre de soins psychiatriques, se retrouve piégée par quelqu'un qui l'attaque violemment tout en maintenant un faible coefficient de criminalité et en mentionnant le nom de Kamui. |                                         |                       |                           |                       |
| 4 | Le salut de Job                         | ヨブの救済            | Yobu no Kyūsai            | 30 octobre 2014       |
| Tsunemori tente d'interroger Masuda à propos de Kamui, mais il prétend ne pas le connaître. Pendant ce temps, dans l'établissement médical, Koki Mima a dépouillé les otages et commence à les tuer un par un pour augmenter leur niveau de stress, prétendant être un sauveur au nom de Kamui. Aoyanagi parvient à récupérer son Dominateur , mais découvre que le coupable est toujours au-dessous du niveau d'application alors que les otages sont au-dessus. Après avoir vu Saiga regarder l'équipement utilisé par Masuda avant son arrestation, Tsunemori émet l'hypothèse que Kamui est quelque part dans l'établissement médical, croyant qu'il est en quelque sorte capable d'utiliser les Dominateurs. Quand la Division 3 est envoyée pour prendre le relais du groupe de Shimotsuki, Aoyanagi réussit à prendre Mima par surprise. Cependant, elle et tous les autres otages sont tués par la division 3 en raison de leurs coefficients élevés de criminalité , tandis que Mima est également exécuté après avoir fait ses adieux à Kamui, qui vient d'apprendre que les inspecteurs peuvent également être jugés par les dominateurs. En arrivant sur les lieux pour trouver un bain de sang, Tsunemori découvre ce qui reste d'Aoyanagi et encore un "WC?". |                                         |                       |                           |                       |
| 5 | Jeux non interdits                      | 禁じられない遊び      | Kinjirarenai Asob         | 6 novembre 2014       |
| Alors que la Brigade Criminelle enquête sur la scène du crime, Shimotsuki voit Togane vérifier secrètement le coefficient de criminalité de Tsunemori. Le lendemain, alors que de nouveaux Exécuteurs sont amenés, les deux divisions 1 et 3 sont envoyées pour enquêter sur un entrepôt de drones. Tsunemori et Togane découvrent une zone cachée derrière un mur holographique, trouvant des masques de visages et un autre "WC?". Juste à ce moment-là, les drones de l'usine commencent à s'activer et à abattre des innocents. Ils sont en effet contrôlés par des gens jouant à un jeu de smartphone «Hungry Chicken», y compris l'inspecteur Moe Suzuki, qui utilisent des hologrammes pour masquer la réalité aux joueurs. Pendant que Saiga est chargé d'interroger Masuda, déduisant des images de ses discours qu'il est en fait une personne complètement différente, Shimotsuki étudie les quartiers de Togane et découvre une quantité obsessionnelle de fichiers et de photos de Tsunemori, avec des documents analysant ses expressions faciales et ses notes. |                                         |                       |                           |                       |
| 6 | Ceux qui jettent des pierres            | 石を擲つ人々          | Ishi o Nageutsu Hitobito  | 13 novembre 2014      |
| Karanomori parvient à déterminer que les drones sont contrôlés à distance par des citoyens inconscients qui jouent à un jeu vidéo. Alors qu'elle travaille à empêcher la propagation du jeu, Tsunemori réalise qu'il y a quelqu'un avec un Dominateur qui cible les Exécuteurs qui s'écartent de leurs Inspecteurs, apprenant que la vraie mission de Kamui est de récupérer les Dominateurs. Tsunemori décide de poursuivre quiconque manie les dominateurs, réussissant à neutraliser la plupart des drones en exploitant leur faiblesse. Quand le jeu pirate les drones de police, Karanomori et Hinakawa utilisent un programme pour pirater le serveur cloud du jeu et montrer à tous les joueurs ce qu'ils font vraiment, malgré les objections de Shimotsuki selon lesquelles cela augmenterait le Coefficient Criminel de tout le monde. Tsunemori affronte bientôt Kamui, qui s'échappe avec Shisui quand Tsunemori empêche Togane d'utiliser un pistolet traditionnel contre lui. |                                         |                       |                           |                       |
| 7 | Les enfants introuvables                | 見つからない子供たち  | Mitsukaranai Kodomo-tachi | 20 novembre 2014      |
| Alors que le groupe de Shimotsuki gère les conséquences de l'incident, appréhendant ceux qui jouent toujours au jeu, Tsunemori essaie de déterminer les motifs de Kamui. Inconsciemment, elle trouve que Togane ressemble beaucoup à son ancien partenaire, Shinya Kogami. Après avoir vérifié sur la sécurité de sa grand-mère à la suite d'une alerte, Tsunemori confronte Kasei sur pourquoi elle n'a pas désactivé les privilèges d'Inspecteur de Shisui, en déduisant que Kamui est quelqu'un que Sibyl a décidé de ne pas intégrer dans leur réseau de cerveaux. Pendant ce temps, Shimotsuki regarde les antécédents de Togane à partir de fichiers obtenus à partir de son ordinateur, apprenant que tous les inspecteurs avec lesquels il avait travaillé auparavant ont été exécutés sans savoir que Togane a découvert qu'elle avait fait une descente dans sa chambre. Alors que le groupe se réunit pour examiner les preuves trouvées dans la cachette de Kamui, Hinakawa découvre que Kamui a utilisé un hologramme pendant l'incident clinique qui, avec l'hologramme du premier incident, a également été pris d'un enfant mort dans un accident d'avion quinze ans auparavant. Le groupe découvre que Kamui était le seul survivant du crash. Tsunemori appréhende Yohei Masuzaki, le chirurgien qui a opéré Kamui. Saiga l'interroge, tandis que Shimotsuki décide d'enquêter de son propre chef après avoir découvert que les dossiers médicaux de Masuzaki pourrait être lié à la société Togane. Après que Hinakawa ait créé des hologrammes sur les 185 victimes de l'accident, le groupe découvre que Kamui a des dizaines de partisans sous leurs yeux. |                                         |                       |                           |                       |
| 8 | L'immaculée conception                  | 巫女の懐胎<AA>        | Miko no Kaitai <AA>       | 27 novembre 2014      |
| Masuzaki explique à Saiga comment Kamui a reçu des parties des 184 autres corps dans son opération, y compris sept cerveaux, le faisant devenir quelqu'un qui ne peut pas être mesuré par son Psycho-Pass. Isolé par sa différence, il cherche à confronter la réalité de son existence à Sibyl, expliquant pour il cherche à savoir "Quelle Couleur ?", c'est-à-dire la sienne. Pendant ce temps, Shimotsuki, qui enquêtait sur le brevet de la Fondation Togane sur l'opération, apprend que Kamui avait accédé au dossier avant elle. Regardant le témoignage de Masuzaki, y compris comment il a tué des gens influents et les a remplacés par des imposteurs, Tsunemori et les autres en déduisent que les 184 victimes hologrammes sont les personnalités de Kamui, tandis que les imposteurs utilisés comme remplaçants étaient des immigrants illégaux. Shimotsuki découvre que les brevets détenus par la Fondation Togane ont été déposés par la mère de Togane, Misako Togane, qui est morte il y a cinq ans. Persuadé que l'objectif de Kamui pourrait être de se venger de la Fondation Togane, Shimotsuki tente de déposer un rapport à Kasei pour rejeter Tsunemori de l'affaire, estimant qu'elle est un danger pour l'opération. Cependant, cela s'avère être un piège tendu par Kasei, qui se révèle être Misako Togane elle-même, qui décide de l'utiliser comme sujet de test et de lui montrer la vérité derrière Sibyl. |                                         |                       |                           |                       |
| 9 | Le paradoxe du Tout-Puissant            | 全能者のパラドクス    | Zen'nō-sha no Paradokusu  | 4 décembre 2014       |
| Ayant révélé la vérité du système Sibyl à Shimotsuki, avec son Psycho-Pass resté limpide, Sakuya Togane et sa mère, qui incarne actuellement Kasei, décident de l'utiliser pour noircir la teinte de Tsunemori . Après avoir éliminé Masuzaki, qui en savait trop sur l'identité de Kasei, Togane charge Shimotsuki de localiser la grand-mère de Tsunemori, Aoi Tsunemori. Pendant ce temps, Tsunemori et les autres apprennent qu'un fonctionnaire nommé Koichi Kuwashima, un des amis de Kamui, avait survécu à l'accident d'avion. A ce moment-là, Kuwashima aide Kamui à se venger d'une entreprise qui a profité de fermer les yeux sur l'incident - "La saison de l'enfer". Lorsque Tsunemori et les autres arrivent sur les lieux, qui ont déjà été incendiés, Kuwashima donne à Tsunemori une boîte contenant l'oreille de sa grand-mère, la mettant en colère. Alors que Saiga interroge Kuwashima, Kamui commence sa prochaine tentative en détournant un train de métro |                                         |                       |                           |                       |
| 10 | Les critères du diable                  | 魂の基準              | Tamashī no Kijun          | 11 décembre 2014      |
| Kamui inonde le métro afin de prendre en otage 500 passagers du train, en utilisant librement les dominateurs pour tenter de provoquer une surcharge dans le système Sibyl et accéder à son système de contournement. Pendant ce temps, Kasei ordonne à Tsunemori d'assassiner Kamui en déclenchant une détonation qui tuerait tous les otages, en la provoquant avec la mort confirmée de sa grand-mère. Tout en hésitant sur ce qu'elle devrait faire, Kogami apparaît dans la conscience de Tsunemori, l'encourageant à ne pas abandonner ses propres valeurs et à trouver une autre option qui n'implique pas nécessairement le meurtre. Tsunemori entre en contact avec Kamui et affronte Kasei directement en tant que Misako Togane, indiquant son désir de surmonter ses plans. Alors que Kamui parvient à arrêter la détonation et libère les otages, Tsunemori confronte Togane fils, ayant déduit sa vraie nature et son but. Kamui apparaît devant eux, se préparant à tirer avec son Dominateur sur Togane, pendant que Togane se prépare à le tuer avec un couteau. |                                         |                       |                           |                       |
| 11 | Quelle couleur ?                        | WHAT COLOR?           |                           | 18 décembre 2014      |
| Tsunemori attache Togane à un tuyau avant que Kamui ne puisse l'abattre, déclarant que même si elle a perdu beaucoup de gens près d'elle, elle est toujours déterminée à protéger la loi. Elle conduit Kamui au devant du système Sibyl, où ils sont confrontés à Joshu Kasei. En demandant à Sibyl de révéler sa vraie couleur, Kamui parvient à exposer le véritable coefficient de criminalité de Kasei et à l'éliminer de façon létale. Tsunemori va conduire Kamui à la vraie forme de Sibyl, qui décide de reconnaître l'existence de Kamui et autorise la création d'un Psycho-Pass collectif, détruisant certains de ses propres cerveaux pour abaisser son propre Coefficient Criminel. Tsunemori arrête Kamui. Pendant ce temps, Shisui, acculée, tente de déclencher une bombe mais est arrêtée juste à temps avec le mode Paralysie du Dominateur d'assaut, tiré par Teppei Sugo. Togane, qui a rattrapé les assassins de sa mère, utilise la mort de la grand-mère de Tsunemori pour augmenter son coefficient de criminalité. Kamui parvient à la calmer, avant d'être tué par Togane, alors qu'ils tirent simultanément avec leurs Dominateurs. Togane meurt plus tard de ses blessures après avoir été retrouvé par Shimotsuki. Malheureusement, elle n'a pas le temps de le neutraliser pour purger sa trahison. Elle jure de garder le secret et de vivre dans "la lumière de Sibyl". |                                         |                       |                           |                       |

### Saison 3
| No | Titre français                  | Titre japonais                | Titre japonais       | Date de 1re diffusion |
| No | Titre français                  | Kanji                         | Rōmaji               | Date de 1re diffusion |
| -- | ------------------------------- | ----------------------------- | -------------------- | --------------------- |
| 1  | L'appel de Laelap               | ライラプスの召命              | Rairapusu no shōmei  | 24 octobre 2019       |
| 2  | Les sacrifices de Teumesse      | テウメソスの生贄              | Teumesosu no ikenie  | 31 octobre 2019       |
| 3  | Hercule et les sirènes          | ヘラクレスとセイレーン        | Herakuresu to seirēn | 7 novembre 2019       |
| 4  | Conflit politique au Colisée    | コロッセオの政争              | Korosseo no seisō    | 14 novembre 2019      |
| 5  | L'offrande d'Agamemnon          | アガメムノンの燔祭            | Agamemunon no hansai | 21 novembre 2019      |
| 6  | Les pièces d'or de César        | カエサルの金貨                | Kaesaru no kinka     | 28 novembre 2019      |
| 7  | Ne t'adresse pas à Dieu en vain | Don't take God's name in vain |                      | 5 décembre 2019       |
| 8  | Cubisme                         | Cubism                        |                      | 12 décembre 2019      |